# 图尔昂萨瓦
图尔昂萨瓦（法語：Tours-en-Savoie，法語發音：[tuʁ ɑ̃ savwa]）是法国萨瓦省的一个市镇，属于阿尔贝维尔区。

## 地理
图尔昂萨瓦（45°39'19"N, 6°26'24"E）面积15.37 平方千米，位于法国奥弗涅-罗讷-阿尔卑斯大区萨瓦省，该省份为法国东部省份，历史上为薩伏依的一部分，北起上萨瓦省，西接伊泽尔省和安省，南部和东部与上阿尔卑斯省和意大利接壤。
与图尔昂萨瓦接壤的市镇（或旧市镇、城区）包括：阿尔贝维尔、拉巴蒂、博福尔、埃塞尔布莱、凯日。
图尔昂萨瓦的时区为UTC+01:00、UTC+02:00（夏令时）。

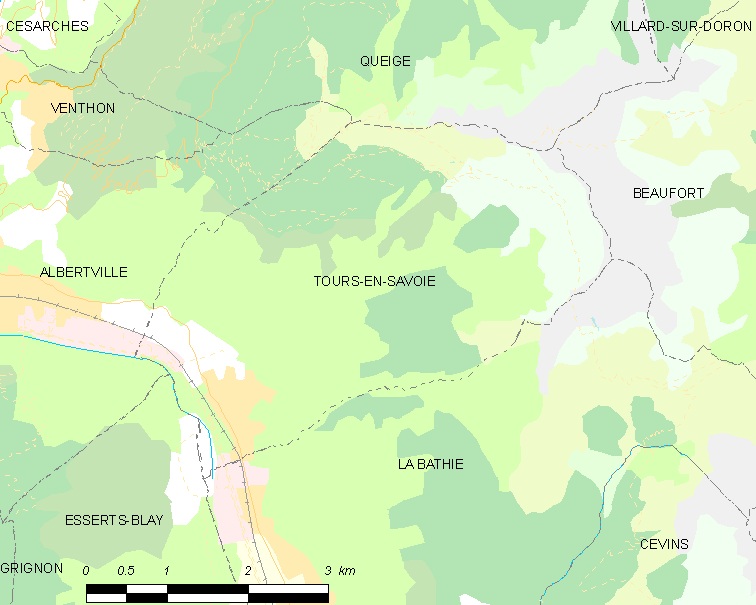
图尔昂萨瓦的OSM定位图

## 行政
图尔昂萨瓦的邮政编码为73790，INSEE市镇编码为73298。

## 政治
图尔昂萨瓦所属的省级选区为阿尔贝维尔第一县。

## 人口

1962-2008年间图尔昂萨瓦人口变化图示

图尔昂萨瓦于2022年1月1日时的人口数量为905人。